# Jean Baumert
Jean Jacques Baumert (ur. 25 lipca 1902 w Colmar, zm. 18 stycznia 1968 w Nancy)  – francuski zapaśnik walczący w stylu klasycznym. Olimpijczyk z Paryża 1924, gdzie zajął dwunaste miejsce w wadze lekkociężkiej.

## Letnie Igrzyska Olimpijskie 1924
| Konkurencja            | Rundy eliminacyjne     | Rundy eliminacyjne      | Klas. końcowa |
| Konkurencja            | Przeciwnik I           | Przeciwnik II           | Miejsce       |
| ---------------------- | ---------------------- | ----------------------- | ------------- |
| 82,5 kg styl klasyczny | Antonie Misset (NED) P | Ibrahim Mustafa (EGY) P | 12.           |